# التأثيرات الفيزيائية لتغير المناخ

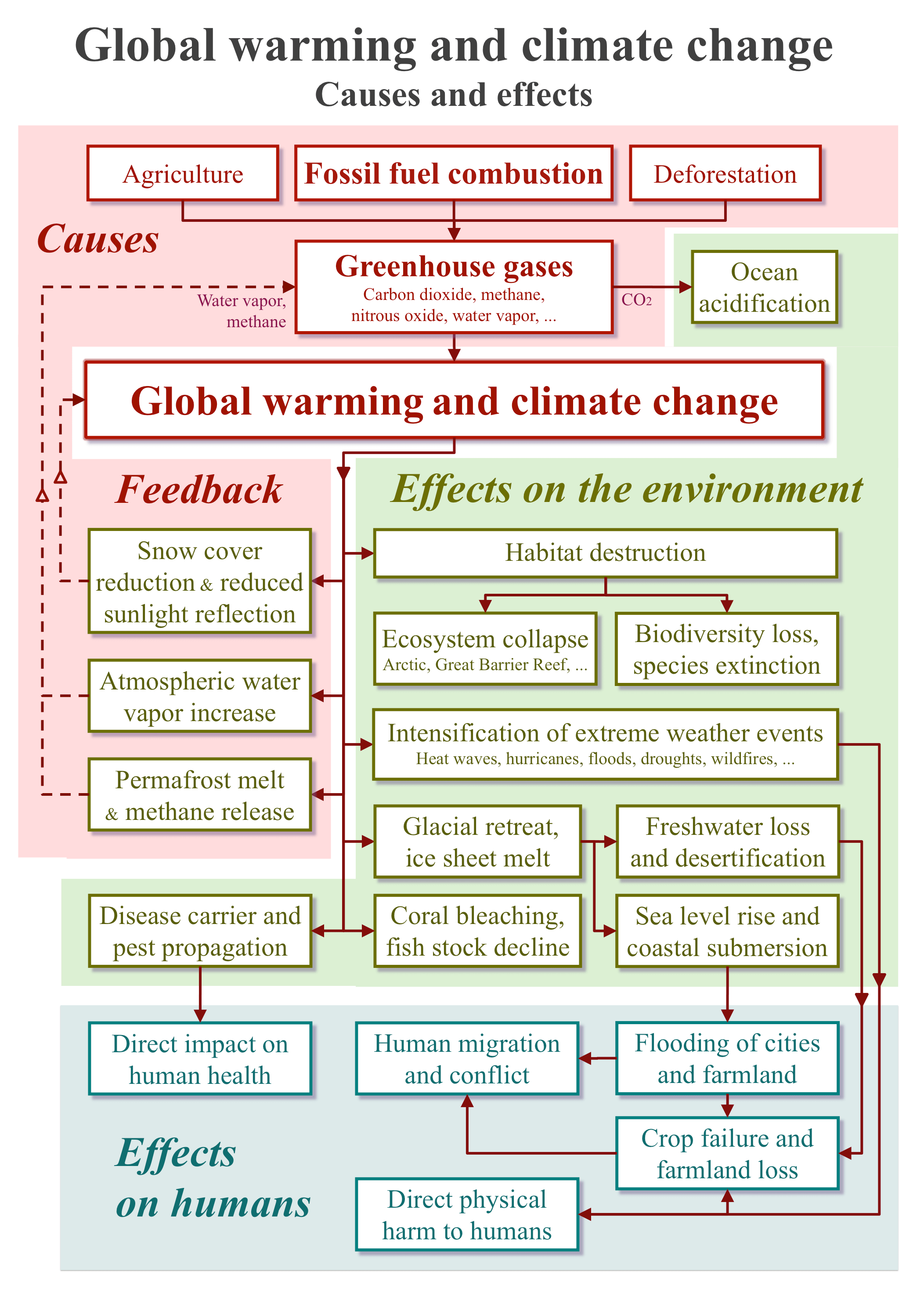

يتسبب تغير المناخ الناجم عن أنشطة بشرية في إحداث مجموعة واسعة من التأثيرات الفيزيائية على النظام المناخي. تشمل الآثار الفيزيائية لتغير المناخ في المقام الأول ارتفاع درجات الحرارة على الصعيد العالمي في الغلاف الجوي الأدنى والأرض والمحيطات. ارتفاع درجات الحرارة ليس موحدًا، إذ ترتفع حرارة الكتل الأرضية ومنطقة القطب الشمالي بسرعة أكبر من المتوسط العالمي. تتضمن الآثار على الطقس، زيادة الهطول الغزير، وانخفاض عدد الأيام الباردة، وزيادة موجات الحر، ومختلف الآثار على الأعاصير الاستوائية. يؤدي تأثير البيت الزجاجي المعزز إلى تبريد طبقة الستراتوسفير، أي الجزء الأعلى من الغلاف الجوي. تتأثر دورات الكيمياء الأرضية أيضًا؛ إذ يؤدي امتصاص ثنائي أكسيد الكربون إلى تحمض المحيطات وارتفاع مياه المحيط مقللة قدرة المحيطات على امتصاص المزيد من ثنائي أكسيد الكربون. انخفض الغطاء الثلجي السنوي؛ فالجليد البحري في تراجع، والأنهار الجليدية قيد الذوبان واسع النطاق. يتسبب التمدد الحراري وانحسار الجليد في ارتفاع مستويات سطح البحر. قد يؤثر تراجع الكتلة الجليدية على مختلف العمليات الجيولوجية أيضًا، مثل البراكين والزلازل. يمكن أن تؤدي درجات الحرارة المتزايدة وغيرها من أشكال التدخل البشري في النظام المناخي إلى تجاوز النقاط الحرجة مثل انهيار الدورة الحرارية الملحية أو الغابات المطيرة في الأمازون. تؤثر بعض هذه الآثار الفيزيائية أيضًا على النظم الاجتماعية والاقتصادية.

## الاحتباس الحراري
زادت درجات الحرارة السطحية العالمية في عام 2016 بنحو درجة مئوية واحدة منذ عام 1901. يبلغ الاتجاه الخطي خلال السنوات الخمسين الماضية والذي كان 0.13 درجة مئوية لكل عقد (زائد أو ناقص 0.03 درجة)، ضعف ما كان عليه في السنوات المئة الماضية. لم يكن الاحتباس الحراري موحدًا عالميًا. كانت الحرارة الأخيرة، الأعظم في أميركا الشمالية وأوراسيا والتي بلغت ما بين 40 إلى 70 درجة. من بين السنوات المسجلة الأكثر حرارة، كانت 16 منها في القرن الواحد والعشرين، من أصل 17 سنة مسجلة. ترتفع درجات الحرارة في الشتاء بسرعة أكبر منها في الصيف، وفي المساء أسرع منها في النهار.

## التأثيرات على الطقس
من المرجح أن يؤدي ارتفاع درجة الحرارة إلى زيادة الهطول ولكن تأثيراتها على العواصف أقل وضوحًا. تعتمد العواصف خارج الاستوائي جزئيًا على التدرج الحراري، التي من المتوقع أن تضعف في نصف الكرة الأرضية الشمالي، إذ ترتفع حرارة المنطقة القطبية أكثر من بقية نصف الكرة الأرضية. من الممكن أن تضعف الخلايا القطبية وخلايا فيريل في أحد نصفي الكرة الأرضية أو كليهما، ثم تختفي في نهاية المطاف، ما قد يدفع حجيرة هادلي إلى تغطية كوكب الأرض بالكامل. هذا من شأنه أن يقلل إلى حد كبير من التدرج الحراري بين القطب الشمالي والمناطق الاستوائية، وأن يجعل الأرض تنقلب إلى حالة الدفيئة.

### الهطول
من الناحية التاريخية (أي على مدى القرن العشرين)، كانت مناطق الأراضي شبه الاستوائية، شبه قاحلة في الأغلب، بينما كانت معظم المناطق شبه القطبية تعاني من فائض من الهطول بسبب التبخر. يتوقع أن يرافق الاحتباس الحراري في المستقبل انخفاض في سقوط الأمطار في المناطق شبه الاستوائية وزيادة في الهطول في دوائر العرض شبه القطبية وفي بعض المناطق الاستوائية. بعبارة أخرى، فإن المناطق الجافة حاليًا ستصبح عمومًا أكثر جفافًا، في حين أن المناطق الرطبة حاليًا ستصبح أكثر رطوبة عمومًا. لا ينطبق هذا الإسقاط على كل موقع، وفي بعض الحالات يمكن تعديله حسب الظروف المحلية. من المتوقع أن يكون الجفاف أقوى بالقرب من الهوامش القريبة من القطبين للمناطق شبه الاستوائية (مثلًا، جنوب أفريقيا، جنوب أستراليا، البحر الأبيض المتوسط، وجنوب غرب الولايات المتحدة)، وهو نمط يمكن وصفه بتوسع هذه المناطق شبه القاحلة تجاه القطبين.
يشكل هذا النمط الواسع النطاق من التغير، سمةً قوية موجودة في جميع عمليات المحاكاة التي أجرتها مجموعات نمذجة المناخ العالمية للتقييم الرابع لللجنة الدولية للتغيرات المناخية، وهو واضح أيضًا في اتجاهات الهطول المرصودة في القرن العشرين.
من المتوقع أن تشمل التغيرات في المناخ الإقليمي المزيد من الاحتباس الحراري على الأرض، مع أعلى ارتفاع لدرجة الحرارة عند دوائر العرض الشمالية العليا، وأقلها فوق المحيط الجنوبي وأجزاء من شمال المحيط الأطلسي.
يتوقع أن تتبع التغيرات المقبلة في الهطول الاتجاهات الحالية، مع انخفاض الهطول فوق المناطق شبه الاستوائية، وزيادة الهطول عند دوائر العرض شبه القطبية وبعض المناطق الاستوائية.

## تغير المناخ الإقليمي

### الآثار العامة
في تقييم للدراسات، قامت هيغرل وآخرون عام 2007 بتقييم الأدلة على عزو التغير المناخي الملحوظ. استنتجوا أنه منذ منتصف القرن العشرين، من المرجح أن تكون التأثيرات البشرية قد ساهمت بشكل كبير في زيادة درجة الحرارة السطحية في كل قارة باستثناء القارة القطبية الجنوبية. ذكرت مجلة ساينتفك أمريكان في 23 ديسمبر 2008 أن أكثر عشر مناطق تأثرًا بتغير المناخ هي دارفور، ساحل الخليج الأمريكي، إيطاليا، شمال أوروبا، الحيد المرجاني العظيم، الدول الجُزرية، واشنطن العاصمة، الممر الشمالي الغربي، جبال الألب، وأوغندا.

### نصف الكرة الشمالي
في نصف الكرة الأرضية الشمالي، شهد الجزء الجنوبي من المنطقة القطبية الشمالية (موطنًا لأربعة ملايين نسمة)، ارتفاعًا في درجة الحرارة من 1 درجة مئوية إلى 3 درجات مئوية (من 1.8 إلى 5.4 درجة فهرنهايت) على مدى السنوات الخمسين الماضية. تشهد كندا وألاسكا وروسيا ذوبانًا مبدئيًا للتربة الصقيعية. قد يعطل ذلك النظم البيئية، وبزيادة النشاط البكتيري في التربة ما يؤدي إلى أن تصبح هذه المناطق مصادرًا للكربون بدلًا من أن تكون مصارف كربون. تشير دراسة (نُشرت في مجلة ساينس) حول التغيرات التي طرأت على التربة الصقيعية في شرق سيبيريا إلى أنها تختفي تدريجيًا في المناطق الجنوبية، ما أدى إلى خسارة ما يقرب من 11% من بحيرات سيبيريا البالغ عددها نحو 11 ألف بحيرة منذ عام 1971. في الوقت نفسه، فإن غرب سيبيريا في المرحلة الأولية إذ تخلق التربة الصقيعية الذائبة بحيرات جديدة، والتي ستبدأ أخيرًا في الاختفاء كما هو الحال في الشرق. علاوة على ذلك، فإن ذوبان التربة الصقيعية سيؤدي في نهاية المطاف إلى إطلاق الميثان من الخث في مناطق الرخاخ.

### المناطق القطبية
قيّم أنيسيموف وآخرون في عام 2007، المؤلفات المتعلقة بآثار تغير المناخ في المناطق القطبية. أظهرت الإسقاطات النموذجية أن النظم البيئية الأرضية للقطب الشمالي والطبقة النشطة (الطبقة العليا من التربة أو الصخور الموجودة في التربة الصقيعية التي تتعرض للتجمد والتذويب الموسمي) ستكون مصرف صغير للكربون (أي صافي امتصاص الكربون) على مدى هذا القرن. اعتُبرت هذه التوقعات غير مؤكدة، ورُئي أنه من الممكن حدوث انبعاثات متزايدة للكربون من ذوبان التربة الصقيعية. هذا من شأنه أن يؤدي إلى تضخيم الاحتباس الحراري.

## الغلاف الجوي
تسخن طبقة الغلاف الجوي السفلية والمتوسطة بسبب تأثير البيت الزجاجي (الاحتباس الحراري) المعزز. تتسبب الغازات الدفيئة المتزايدة في تبريد الأجزاء الأعلى من الغلاف الجوي، الستراتوسفير. لوحظ هذا من قبل مجموعة من الأقمار الصناعية منذ عام 1979 (وحدة السبر بالموجات الدقيقة) وبيانات المسبار اللاسلكي. لا يمكن للأقمار الصناعية قياس كل ارتفاع من الغلاف الجوي على حدة، لكنها بدلًا من ذلك تقيس مجموعة من النطاقات التي تتداخل بشكل طفيف. يمكن أن يؤدي تداخل طبقة التبريد الستراتوسفير في قياسات ارتفاع درجة حرارة التروبوسفير؛ إلى إساءة تقدير هذه الأخيرة بشكل طفيف. يحتوي الغلاف الجوي الساخن على المزيد من بخار الماء، وهو ما يعد أيضًا من الغازات الدفيئة ويعمل كتغذية راجعة ذاتية التعزيز.
لوحظ انكماش طبقة الثرموسفير كنتيجة محتملة لزيادة تركيزات ثنائي أكسيد الكربون، وهي أقوى درجة تبريد وانكماش تحدث في تلك الطبقة خلال دورة الشمس الدنيا. كان الانكماش الأخير في الفترة 2008-2009 هو الأكبر من نوعه منذ عام 1967 على الأقل.